# Karl Patsch
Karl Patsch (ur. 12 września 1865 we wsi Kovač k. Jičína, zm. 21 lutego 1945 w Wiedniu) – austriacki historyk, slawista i archeolog.

## Życiorys
Po ukończeniu gimnazjum prowadzonego przez pijarów w Pradze, w latach 1885–1889 studiował historię i geografię na Uniwersytecie Karola w Pradze.
Naukę kontynuował na Uniwersytecie Wiedeńskim, gdzie ukończył studia z zakresu filologii klasycznej i archeologii. Od początku swojej kariery naukowej poświęcił się badaniom archeologicznym i historycznym krajów bałkańskich. W 1908 objął kierownictwo nad Bośniacko-Hercegowińskim Instytutem Badań nad Bałkanami w Sarajewie. W 1918 odszedł z tego stanowiska i powrócił do Wiednia, gdzie otrzymał profesurę i rozpoczął współpracę z Konstantinem Jirečkiem. W 1922 pracował w Tiranie, gdzie zajął się organizowaniem Muzeum Narodowego – pierwszej stałej instytucji muzealnej w dziejach Albanii.
W 1928 został wybrany członkiem Austriackiej Akademii Nauk, a w 1941 członkiem zagranicznym Bułgarskiej Akademii Nauk.
Zginął w czasie bombardowania Wiednia przez Aliantów.

## Dorobek naukowy
Pierwsze prace naukowe Patscha dotyczyły badań archeologicznych rzymskiej prowincji Dalmacji. Z czasem zakres jego zainteresowań rozszerzył się na Albanię, czego efektem był artykuł o sandżaku berackim, zamieszczony w 1904 w serii Antiquarische Abteilung. W latach 1908–1918, kiedy kierował instytutem sarajewskim napisał 27 monografii, omawiających problemy historii, etnografii i tradycji literackiej Półwyspu Bałkańskiego.
Po przejściu na Uniwersytet Wiedeński kontynuował swoje badania nad Bośnią i Hercegowiną, czego efektem było dwutomowe dzieło Historische Wanderungen im Karst und an der Adria. Od 1925 rozpoczął wydawanie monografii Beiträge zur Völkerkunde von Südosteuropa, której do 1937 ukazało się sześć tomów, a którą poświęcił historii i etnologii Bałkanów.

## Publikacje
- 1896-1912: Archäologisch-epigraphische Untersuchungen zur Geschichte der römischen Provinz Dalmatien, Wiss. Mitt. aus Bosnien und d. Hercegovina (8 tomów)
- 1900: Die Lika in römischer Zeit
- 1904: Das Sandschak Berat in Albanien
- 1907: Zur Geschichte und Topographie von Narona
- 1922: Historische Wanderungen im Karst und an der Adria
- 1925-1937: Beiträge zur Völkerkunde von Südosteuropa (6 tomów)
- 1937: Der Kampf um den Donauraum unter Domitian und Trajan